# Субъективное вменение
Субъективное вменение — принцип уголовного права, содержание которого заключается в том, что юридически значимыми и способными повлечь применение мер ответственности являются лишь те обстоятельства деяния, которые осознавались лицом, совершившим деяние.

## Субъективное вменение в истории уголовного права
Изначально в уголовном праве практически безраздельно господствовал принцип объективного вменения, согласно которому основанием ответственности являлось причинение вреда независимо от того, произошло оно случайно или намеренно. Однако по мере развития правовой науки получила развитие категория вины, суть которой заключается в том, что общество может выразить своё порицание лишь в отношении тех действий лица, в отношении которых у него имелось определённое психическое отношение.
Так, уже Артикул Воинский 1715 года предусматривает менее строгое, чем за умышленное убийство, наказание за причинение смерти по неосторожности:

Артикул 158.  Ежели учинится смертный убой, хотя ненарочно и
неволею,  чтоб кого убить или поранить,  однакож сочинитель  того
виновен есть, понеже убивство от того произошло: и тако наказание
исполнитца над виновным по делу и состоянию оного, и какую вину в
том имеет,  или тюрмою, денежным наказанием, шпицрутеном или сему
подобным.
Толкование. Например:  ежели  салдат  мушкет   свой   крепко
зарядил,  а  не  в пристойном или в таком месте,  где люди ходят,
будет в цель стрелять,  и ранит человека,  или при  заряде  ружья
своего будет неосторожно поступать и кого нибудь застрелит;  хотя
сие за наглое убийство причесть невозможно,  однакож салдат в том
виновен,  что в таком месте стрелял, и с оружием своим осторожнее
не поступал.  И в сем случае можно виновному  церковное  покаяние
взложить, купно с другими наказаниями.

Случайное же причинение смерти и вовсе не наказывается:

Артикул 159. Но весьма неумышленное и ненарочное убивство, у
котораго  никакой  вины  не   находитца,   оное   без   наказания
отпустится.
Толкование. На  пример:  егда в поле ученье стрелянию в цель
отправится,  и случитца,  что кто нибудь за цель пойдет, а его не
усмотрят,  или побежит чрез место между стреляющим и целью, и тем
выстрелом умерщвлен будет,  в таком случае учинитель того конечно
свободен есть.

## Субъективное вменение в современном праве
В настоящее время объективное вменение в уголовном праве большинства государств не допускается (в Уголовном кодексе РФ это прямо предусмотрено в части второй статьи 5), либо сфера его применения серьёзно ограничена. Это означает, что применяется исключительно субъективное вменение: независимо от того, какие объективные характеристики имеет совершённое деяние, привлечь к ответственности совершившего его человека можно лишь за те из них, которые охватывались его сознанием.
Субъективное вменение в современном праве, таким образом, не ограничивается отношением лица к совершённому деянию. Значение имеет также его субъективное восприятие других признаков деяния: его предмета, способа совершения и т. д. Проиллюстрировать такой подход можно на примере кражи, которая в уголовном праве понимается как совершённое с корыстной целью противоправное безвозмездное тайное изъятие или обращение чужого имущества в пользу виновного или других лиц, причинившее ущерб собственнику или иному владельцу этого имущества:
- К ответственности за кражу нельзя привлечь лицо, которое взяло имущество, ошибочно считая его своим (отсутствует субъективное осознание признака «чужое имущество»)
- Не является кражей изъятие чужой вещи в качестве возмещения долга, материального ущерба (отсутствует субъективное осознание признака «противоправность изъятия»). Однако такие действия могут быть расценены как самоуправство.
- Если за действиями виновного велось стороннее наблюдение, однако сам виновный полагал, что действует тайно, несмотря на то, что хищение имущества объективно было открытым (то есть являлось грабежом), принцип субъективного вменения требует считать такое хищение тайным, поскольку присутствие других лиц им не осознавалось.

Кроме того, в случаях, когда некий признак деяния объективно отсутствовал, но преступник ошибочно считал, что он имеется, данный признак может быть вменён ему в вину. Такое деяние считается покушением на преступление. Например:
- Если виновный пытался похитить с аптечного склада наркотикосодержащие препараты и по ошибке взял не содержащие таких веществ лекарства, он будет нести ответственность за покушение на хищение наркотических средств
- Если виновный совершил изнасилование, ошибочно считая потерпевшую несовершеннолетней (хотя на самом деле ей уже исполнилось 18 лет), он будет нести ответственность за покушение на изнасилование несовершеннолетней.

Субъективный характер вменения имеет своим следствием личную природу уголовной ответственности: человек ни при каких условиях не должен нести ответственность за поступок, совершённый другим человеком.